# Pomnik Tradycji Lotniczych w Wiechlicach
Pomnik Tradycji Lotniczych w Wiechlicach – wycofany z użytkowania oryginalny śmigłowiec wielozadaniowy Mi-2, odsłonięty z inicjatywy Towarzystwa Bory Dolnośląskie w dniu 26 czerwca 2013 na terenie Centrum Kształcenia i Wychowania OHP, gdzie do 1992 znajdował się wojskowy ośrodek wyszkolenia pilotów w obrębie byłego lotniska Szprotawa-Wiechlice.
Pomnik prezentuje śmigłowiec w wersji bojowej, z podwieszonymi wyrzutniami rakiet niekierowanych, posiada kamuflaż zielony i oznaczenia lotnictwa polskiego. 
Śmigłowiec zjechał na teren CKiW w dniu 11 czerwca 2013 w wersji częściowo zdemontowanej. W imieniu TBD pomysłodawca inicjatywy Maciej Boryna po akcie odsłony przekazał Mi-2 na własność CKiW OHP.